# 1110
1110 (MCX) a fost un an obișnuit al calendarului iulian.

## Evenimente
- 24 ianuarie: Armata musulmană a taifas-ului din Zaragoza este masacrată în bătălia de la Valtierra de către creștinii din Spania.
- 7 martie: Revenit la Roma, papa Pascal al II-lea convoacă un conciliu la Lateran, în cadrul căruia se reînnoiesc decretele referitoare la învestitură.
- 13 mai: Cruciații reușesc să ocupe Beirut de la musulmani, iar populația este masacrată.
- 31 mai: Almoravizii ocupă Zaragoza de la creștinii din Spania.
- 4 decembrie: Cruciații cuceresc Sidonul; locuitorii se refugiază la Tyr și la Damasc, deja suprapopulate de refugiați musulmani.

### Nedatate
- februarie: Cruciații încep asedierea Beirutului, care rezistă eroic.
- iunie: Atabegul de Mosul, Mawdud, este trimis de către sultan să ocupe Edessa de la cruciați; orașul este salvat de intervenția regelui Balduin I al Ierusalimului, care nu reușește însă să împiedice cucerirea întregului teritoriul deținut de comitatul de Edessa aflat la răsărit de Eufrat.
- iulie: Papa Pascal al II-lea ajunge în Apulia, unde îi adună pe Roger Borsa, pe prințul de Capua și pe alți potentați, pentru a-i face să jure să lupte împotriva împăratului Henric al V-lea; revenit la Roma, face același lucru cu seniorii romani.
- august: Împăratul Henric al V-lea invadează Italia cu o armată de 30.000 de soldați.
- Împăratul bizantin Alexios I Comnen reia războiul cu selgiucizii.
- Lothar de Supplinburg transformă provincia Holstein în comitat.
- Regele Ludovic al VI-lea al Franței îl înfrânge la Gisors pe regele Henric I al Angliei.
- Regele Ludovic al VI-lea al Franței obține supunerea a numeroși seniori din Ile de France.
- Regele Philip Halstensson al Suediei îl asociază la domnie pe fratele său mai mic, Inge (cel Tânăr).
- Regele Sigurd I (Cruciatul) al Norvegiei ajunge în Țara Sfântă cu peste 60 de vase pline de războinici; împreună cu regele Balduin I, asediază Sidonul.

## Arte, Știință, Literatură și Filozofie
- Se încheie realizarea primei cronici rusești.

## Înscăunări
- Adolf I de Schaumburg, primul conte de Holstein.
- Inge (cel Tânăr), rege asociat al Suediei (1110-1125)

## Nașteri
- Eustathios de Thessalonic, cronicar bizantin (d. 1198)
- Geoffroi al II-lea de Louvain (d. 1142)

## Decese
- 21 martie: Robert de Molesme, fondator al Ordinului cistercian (n. 1027)
- Bahya ibn Paquda, filosof sefard din Zaragoza (n. 1040)
- Conrad I de Wurttemberg (n. 1081)